# Kremmener Straße 25

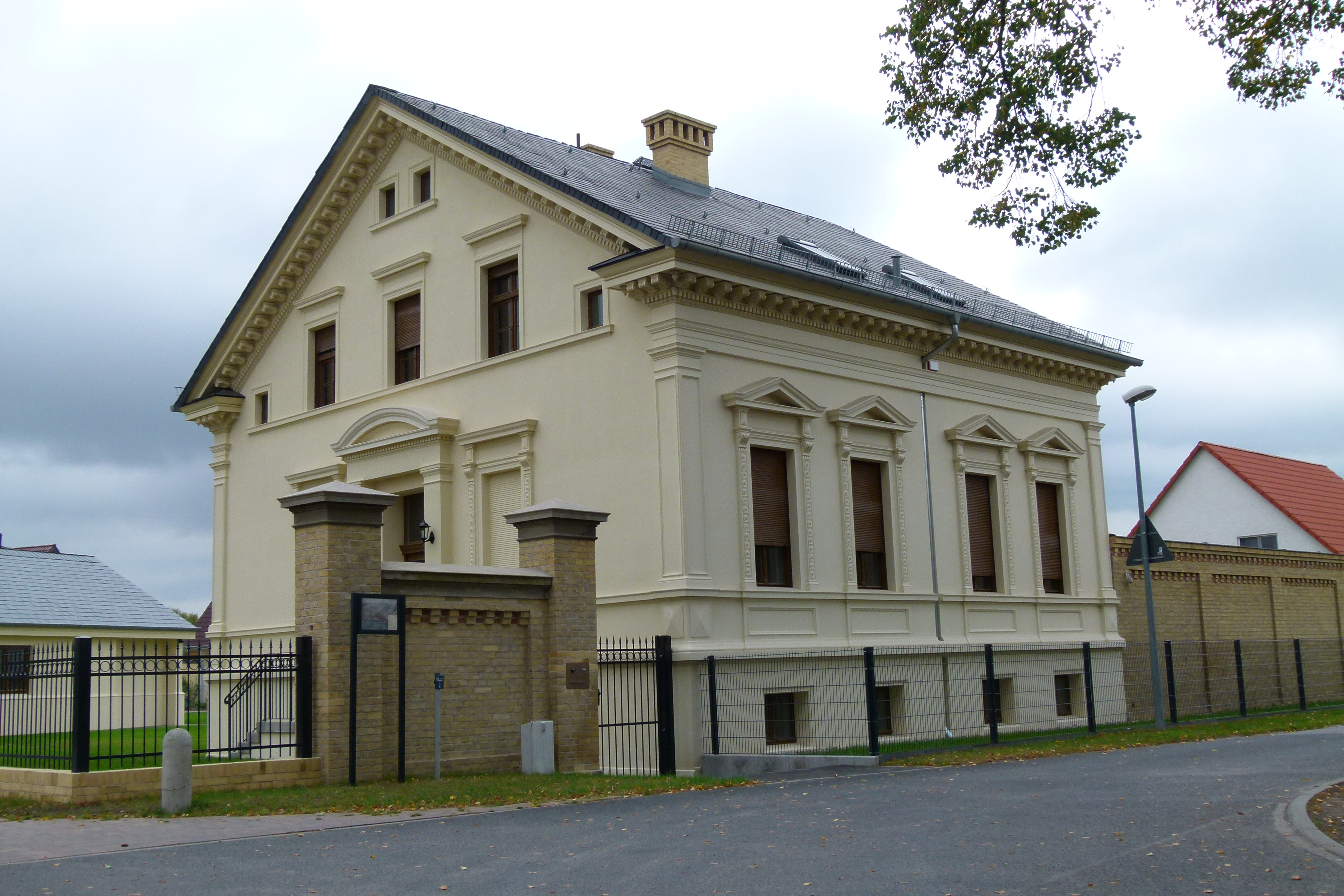
Kremmener Straße 25

Das Gebäude Kremmener Straße 25 ist ein Baudenkmal in der Stadt Velten im Landkreis Oberhavel im Land Brandenburg.

## Architektur und Geschichte
Das von 1876 bis 1882 erbaute eingeschossige Fabrikantenwohnhaus der ehemaligen Ofenfabrik Emil Krause, gaben die Fabrikanten C. Plessow & Schurian in Auftrag. Es ist mit Ziegeln massiv errichtet, hat eine verputzte Fassade und ein Satteldach.